# Jambalaia

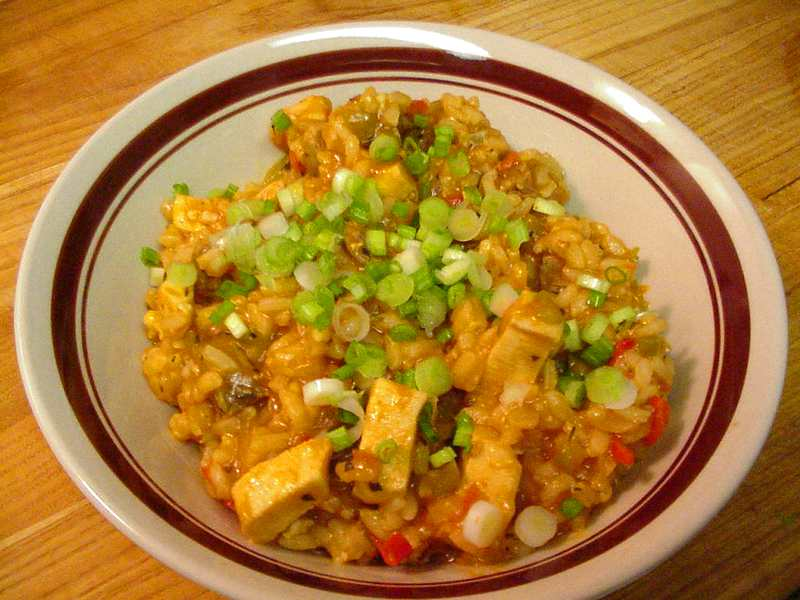
Plat de jambalaia

La jambalaia és un plat típic de la gastronomia cajun. La seva base és l'arròs i els seus principals ingredients són pollastre, cuixot cru, llagostins i molt de pebre. Existeix també a la Provença una especialitat feta a base d'arròs amb pollastre i safrà. Sol ser un plat coent, que pot ser preparat amb un gust típicament fort, fent servir qualsevol combinació de carn de vaca, porc, pollastre, cuixot, xoriço fumat o peix, normalment barrejat amb tomàquet.
Segons l'Oxford English Dictionary, la paraula prové de l'occità jambalaia, terme que Frederic Mistral descriu com un «plat d'arròs [amb safrà] amb guisat de pollastre» i, figurat, «mescla».
La recepta és notablement descrita per René Jouveau, en el seu llibre sobre la cuina provençal.
El mot es troba per la primera vegada en una poesia occitana anomenada Leis amours de Vanus vo Lou paysan oou théâtré de 1837. El plat va donar nom a la segona novel·la d'Albert Forns, de títol Jambalaia, publicada el 2016.